# Crocidura armenica
Crocidura armenica är en däggdjursart som beskrevs av Gureev 1963. Crocidura armenica ingår i släktet Crocidura, och familjen näbbmöss. IUCN kategoriserar arten globalt som otillräckligt studerad. Inga underarter finns listade i Catalogue of Life.
Denna näbbmus förekommer i Armenien och Azerbajdzjan. Arten lever i Kaukasus och det finns bara ett fåtal fynd. Djuret räknas ibland som underart till Crocidura pergrisea.